# São Joaquim (Santa Catarina)
São Joaquim é um município brasileiro do estado de Santa Catarina. Localiza-se a uma latitude 28° 17' 38" Sul e a uma longitude 49° 55' 54" Oeste, estando a uma altitude de 1.354 metros. Sua população estimada em 2019 era de 26.952 habitantes. Situada no Planalto Serrano, está localizada a 119 km de Criciúma, 133 km de Tubarão, 85 km de Lages e 232 km de Florianópolis. A cidade conta com uma grande diversidade étnica, composta principalmente por descendentes de portugueses, alemães, italianos, japoneses e indígenas. Há também grande parte da população vinda de outros estados, principalmente do Rio Grande do Sul.

## História
Teriam sido estancieiros gaúchos os primeiros civilizados a se fixar em terras do Município.

### Período colonial - Brasil colônia
Registra-se, por volta de 1750, o nome de Bento do Amaral Gurgel Anes, futuro 2.ª capitão-mor da vila de N. S.ª dos Prazeres de Lajes, que se casou com a fazendeira Catarina Fragoso, proprietária no lugar denominado "As Tejucas". No decênio 1755/65, Manoel da Silva Ribeiro e seus filhos Inácio e Pedro instalaram-se na "sesmaria e fazenda do Pelotas". Mais tarde a fazenda do Socorro coube a João da Silva Ribeiro, ao casar-se este com a filha de Mateus José de Souza. O entrelaçamento das famílias pioneiras fez surgir extenso feudo rural, ampliado em 1818 e 1820 com o casamento dos irmãos Manoel e Firmino Rodrigues Nunes com filhas de João da Silva Ribeiro. Em 1866 iniciou-se a abertura de estradas ligando o povoado a Lages e Laguna, o que possibilitou maior progresso. A iniciativa é atribuída a Manoel Joaquim Pinto, estancieiro paulista, celebrado como o fundador da atual cidade.

### Período Imperial Bragantino (Monarquia dos Bragança)
A instalação da 1ª Câmara Municipal foi em 7 de maio de 1887 onde foram eleitos como vereadores Matheus Ribeiro de Sousa, Marcos Batista de Sousa, José Alves de Sá, José Rodrigues de Sousa, João de Deus Pinto de Arruda, Aureliano de Sousa e Oliveira (Neto) e Policarpo José Rodrigues.

### Formação administrativa
Distrito - São Joaquim da Costa da Serra - em 1871, com território desmembrado da Freguesia de Lajes, foi Município, sob a mesma designação, em 1886. Em 1924, a vila recebia foros de cidade. A partir de 1956, quando perdeu o distrito de Urubici, o Município é formado por três distritos: São Joaquim (sede), Bom Jardim da Serra e Urupema. Sede de Comarca desde 1891, elevada a 2.ª entrância em 1954.

### Capital nacional da maçã
Em 5 de janeiro de 2019 o Diário Oficial da União publicou a Lei Federal nº 13.790, de 3 de janeiro de 2019, que confere ao Município de São Joaquim o título de Capital Nacional da Maçã.

## Geografia
Situada a 1 354 metros de altitude, São Joaquim é a cidade mais alta de SC quanto à altitude da sede municipal (oscila de 1300 m a 1450 m na área urbana).

### Clima

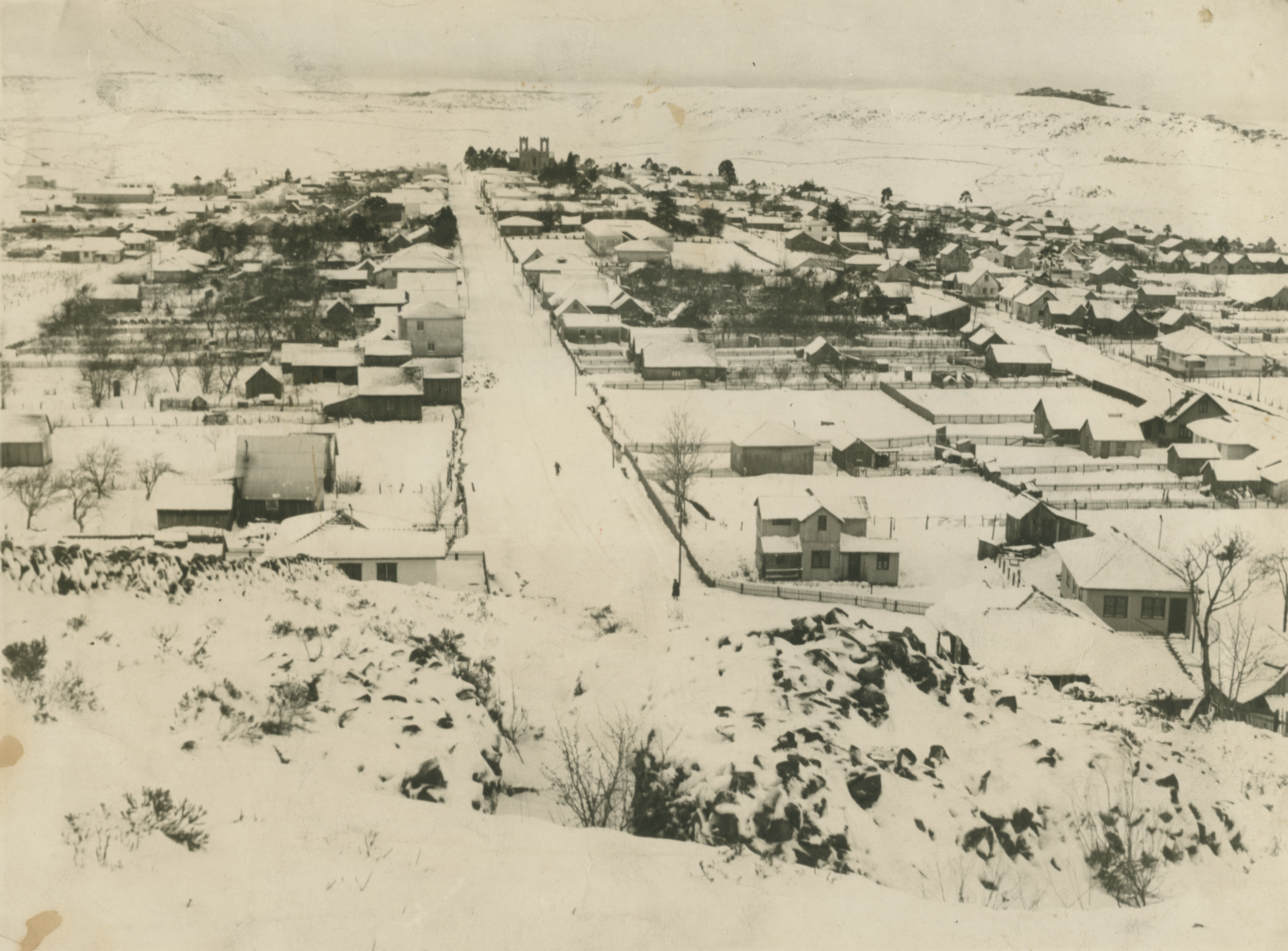
São Joaquim coberta de neve em 1968

O município de São Joaquim se enquadra na classificação climática de Köppen-Geiger que denota um clima temperado oceânico com precipitação uniforme (Cfb). A temperatura média anual é de 13,5 °C. O verão é fresco e o inverno é frio; durante o ano inteiro as precipitações são bem distribuídas. Ao longo do ano, normalmente, a temperatura mínima nos meses mais frios é de 6 °C e a temperatura máxima nos meses mais quentes é de 23 °C e raramente são inferiores a -2 °C ou superiores a 28 °C.
Juntamente com Urupema e Bom Jardim da Serra, no mesmo estado, e São José dos Ausentes, no Rio Grande do Sul, São Joaquim é considerada a cidade mais fria do Brasil. É a cidade brasileira que registra a maior quantidade anual de precipitação no formato de neve. Durante os meses de inverno, é muito comum a ocorrência de geadas - todos os meses estão sujeitos ao fenômeno, sendo mais comum de março a novembro, com uma média de 86 dias por ano.
Nos dias de frio mais intenso, ocorrem precipitações sob a forma de neve. No entanto, esta não aparece muitas vezes ao ano, com média de 5 a 7 dias na região em invernos normais, sendo poucas vezes intensa, pois a latitude da cidade é relativamente baixa para propiciar precipitações nivais mais abundantes e com maior frequência. Nos invernos de 1990 e 2013 foram registrados 12 dias com neve na região, com grande acúmulo em alguns dias. A neve já foi registrada de abril a outubro, tendo a mais precoce ocorrido nos dias 16 e 17 de abril de 1999 e a mais tardia no dia 3 de outubro do mesmo ano, no distrito do Cruzeiro (na cidade foi em 30 de setembro de 1980). O período mais favorável é em julho e agosto.

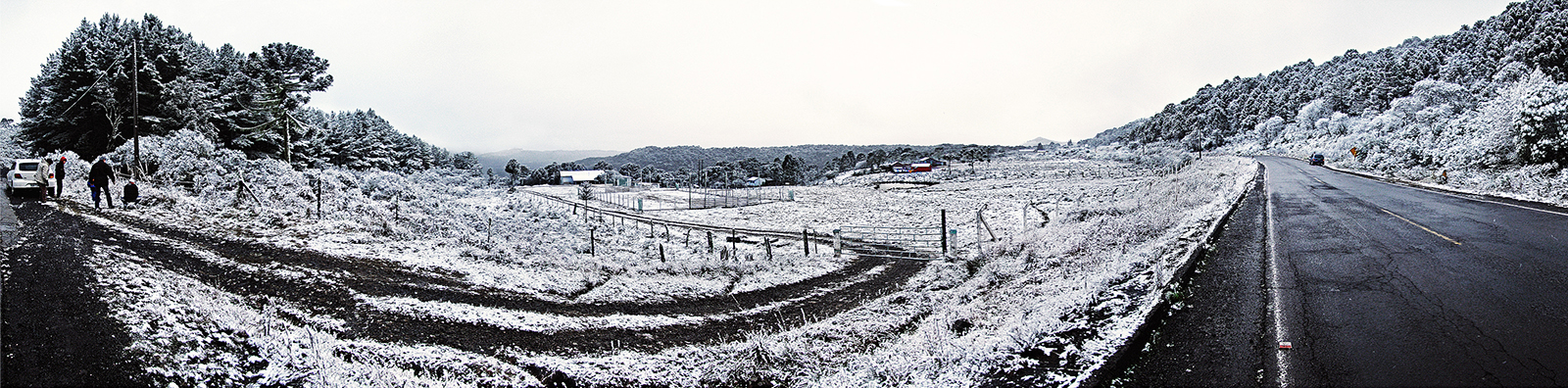
Vista panorâmica do campo coberto de neve, entre São Joaquim e Cruzeiro, no final da tarde do dia 4 de agosto de 2010

Segundo dados do Instituto Nacional de Meteorologia (INMET), desde 1961 a menor temperatura registrada em São Joaquim foi de −10 °C no dia 2 de agosto de 1991, superando o recorde anterior de −8,2 °C em 6 de agosto de 1963, e a maior atingiu 32 °C em 16 de novembro de 1985. Em 13 de julho de 2000 a temperatura não passou de −2 °C, sendo esta a menor máxima registrada no período. O maior acumulado de precipitação em 24 horas chegou a 204,6 milímetros (mm) em 18 de agosto de 1965. Por sua vez, o mês de maior precipitação foi julho de 1983, com acumulado total de 736,4 mm. Desde abril de 2008, a rajada de vento mais intensa alcançou 30,1 m/s (108,4 km/h) em 23 de dezembro de 2015 e a menor umidade relativa do ar (URA) foi de apenas 7%, na tarde do dia 17 de junho de 2008.
| Dados climatológicos para São Joaquim                                                    | Dados climatológicos para São Joaquim | Dados climatológicos para São Joaquim | Dados climatológicos para São Joaquim | Dados climatológicos para São Joaquim | Dados climatológicos para São Joaquim | Dados climatológicos para São Joaquim | Dados climatológicos para São Joaquim | Dados climatológicos para São Joaquim | Dados climatológicos para São Joaquim | Dados climatológicos para São Joaquim | Dados climatológicos para São Joaquim | Dados climatológicos para São Joaquim | Dados climatológicos para São Joaquim |
| Mês                                                                                      | Jan                                   | Fev                                   | Mar                                   | Abr                                   | Mai                                   | Jun                                   | Jul                                   | Ago                                   | Set                                   | Out                                   | Nov                                   | Dez                                   | Ano                                   |
| ---------------------------------------------------------------------------------------- | ------------------------------------- | ------------------------------------- | ------------------------------------- | ------------------------------------- | ------------------------------------- | ------------------------------------- | ------------------------------------- | ------------------------------------- | ------------------------------------- | ------------------------------------- | ------------------------------------- | ------------------------------------- | ------------------------------------- |
| Temperatura máxima recorde (°C)                                                          | 30,6                                  | 30,1                                  | 28,8                                  | 26,9                                  | 25,2                                  | 22,8                                  | 26,8                                  | 27,7                                  | 28,4                                  | 29,4                                  | 32                                    | 31,4                                  | 32                                    |
| Temperatura máxima média (°C)                                                            | 22,8                                  | 22,6                                  | 21,5                                  | 19,1                                  | 15,8                                  | 14,6                                  | 14,6                                  | 16,9                                  | 17                                    | 18,8                                  | 20,4                                  | 22,3                                  | 18,9                                  |
| Temperatura média compensada (°C)                                                        | 17,2                                  | 17,3                                  | 16,1                                  | 13,9                                  | 10,8                                  | 9,8                                   | 9,5                                   | 11,3                                  | 11,5                                  | 13,5                                  | 14,7                                  | 16,6                                  | 13,5                                  |
| Temperatura mínima média (°C)                                                            | 13,4                                  | 13,7                                  | 12,6                                  | 10,4                                  | 7,5                                   | 6,5                                   | 5,9                                   | 7,2                                   | 7,5                                   | 9,6                                   | 10,5                                  | 12,4                                  | 9,8                                   |
| Temperatura mínima recorde (°C)                                                          | 3,5                                   | 4,2                                   | 0,3                                   | −2,9                                  | −6,8                                  | −7,2                                  | −9                                    | −10                                   | −7,5                                  | −2,4                                  | −1,5                                  | 1,4                                   | −10                                   |
| Precipitação (mm)                                                                        | 185,4                                 | 180,7                                 | 126,6                                 | 110,9                                 | 134,8                                 | 137,3                                 | 166,5                                 | 137,2                                 | 181,3                                 | 198,9                                 | 146,8                                 | 151,5                                 | 1 857,9                               |
| Dias com precipitação (≥ 1 mm)                                                           | 14                                    | 14                                    | 11                                    | 9                                     | 9                                     | 9                                     | 10                                    | 9                                     | 11                                    | 12                                    | 11                                    | 12                                    | 131                                   |
| Umidade relativa compensada (%)                                                          | 84,6                                  | 85,7                                  | 85,5                                  | 84,4                                  | 84,2                                  | 81,7                                  | 79,9                                  | 75,4                                  | 79,9                                  | 82,9                                  | 80,5                                  | 81,2                                  | 82,2                                  |
| Insolação (h)                                                                            | 176,2                                 | 152,4                                 | 176,7                                 | 159,6                                 | 152,1                                 | 133                                   | 153,5                                 | 156,7                                 | 145,8                                 | 152,4                                 | 185,6                                 | 181,6                                 | 1 925,6                               |
| Fonte: INMET (normal climatológica de 1991-2020; recordes de temperatura: 1961-presente) |                                       |                                       |                                       |                                       |                                       |                                       |                                       |                                       |                                       |                                       |                                       |                                       |                                       |

## Pontos turísticos

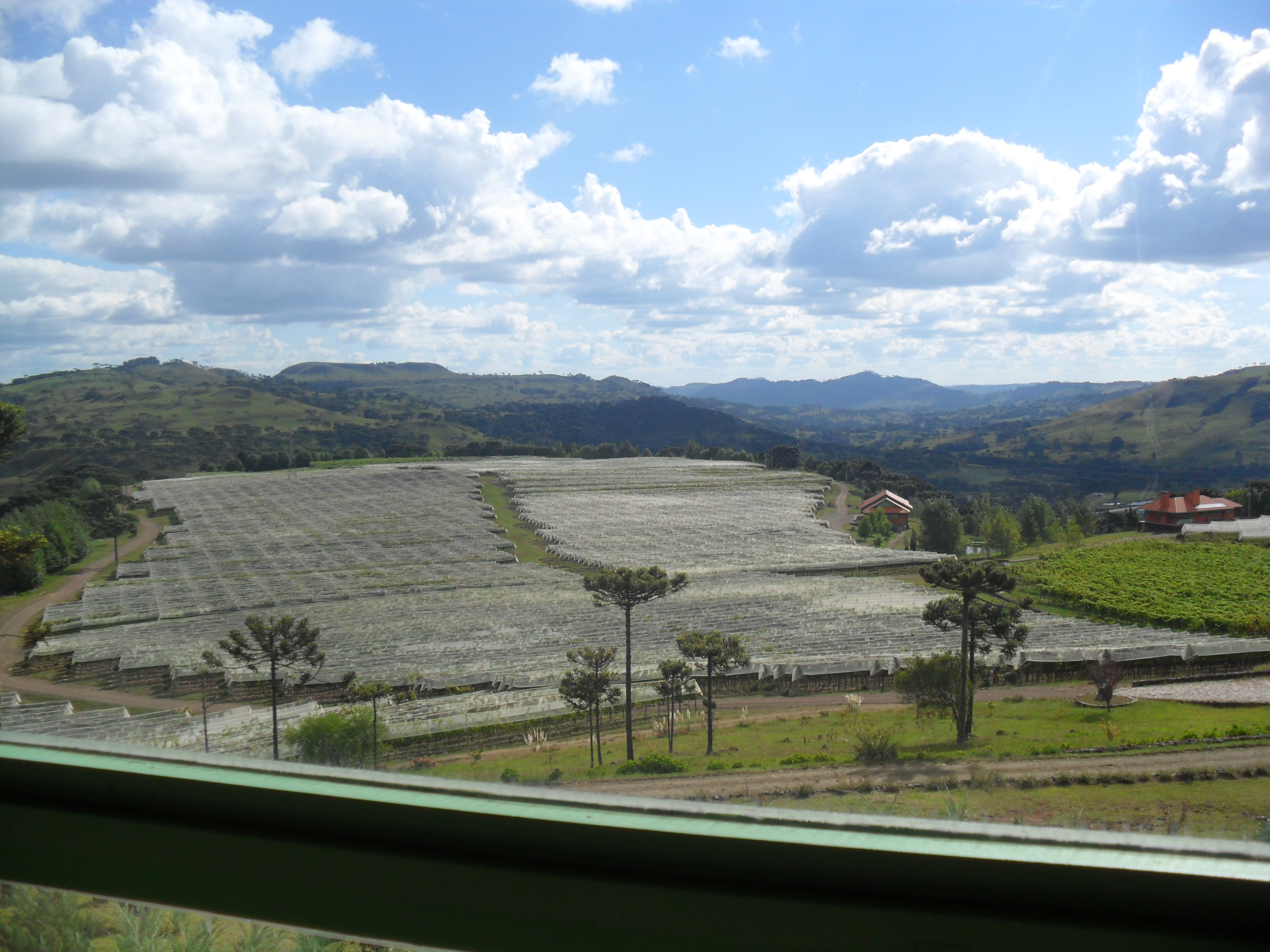
Vinícola Villa Francioni, a principal vinícola do município, é uma opção de visita e turismo enológico

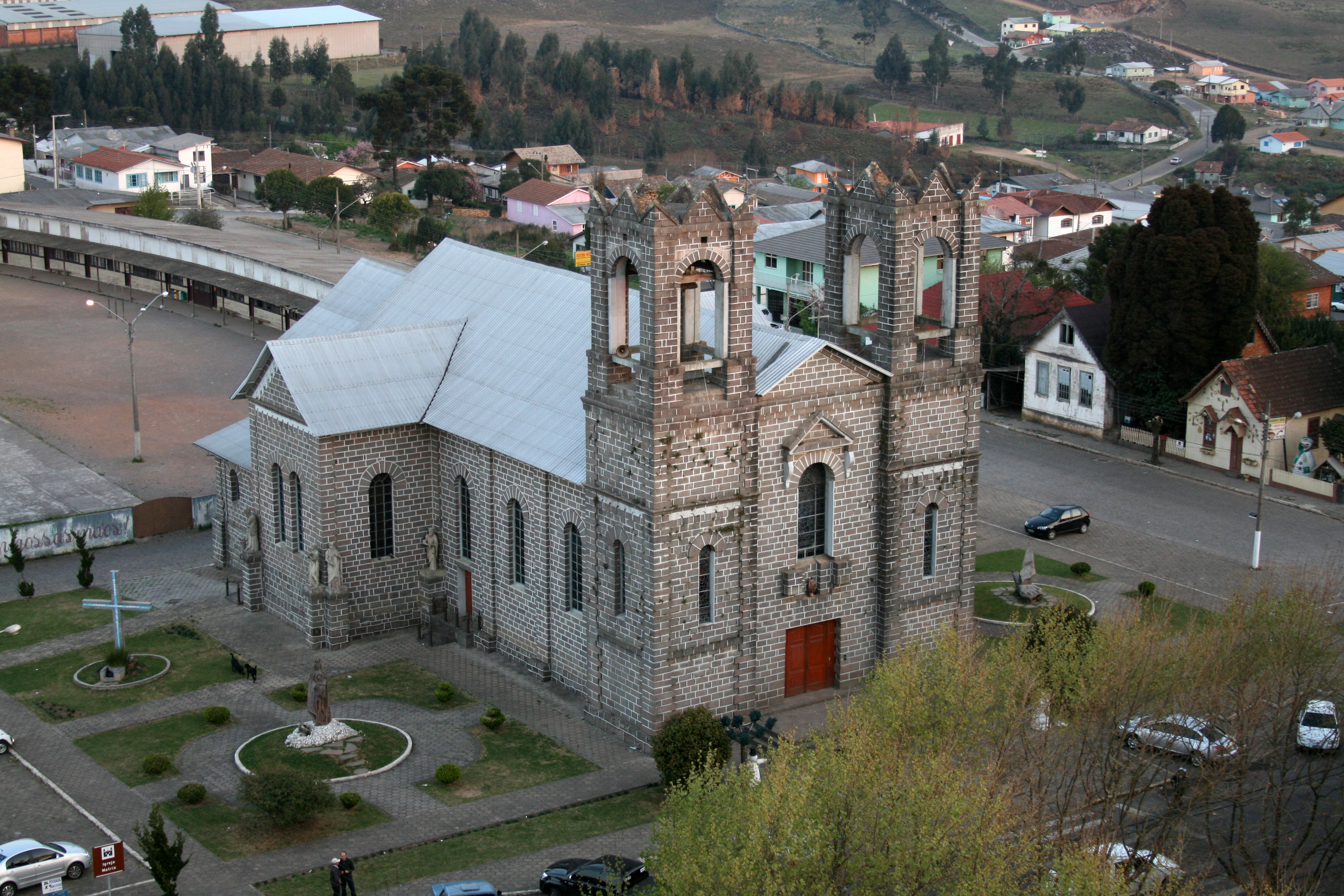
Igreja Matriz

- Belvedere: escadaria com uma vista panorâmica da cidade e dos verdes campos que a circundam, a uma altitude de 1.450 metros; acesso pela rua Major Jacinto Goulart
- Casa da Cultura: na Praça Cesário Amarante, com acervo doado pelo historiador Joaquim Galéte da Silva
- Cascata do Pirata: cascata com queda livre de 15 metros, no Rio Postinho, distante 17 quilômetros do centro, sendo 12 quilômetros de asfalto, com acesso pela SC-438 em direção a Bom Jardim da Serra; localiza-se na Fazenda Refúgio do Pirata
- Exponeve: feira permanente de artesanato e produtos da terra, instalada no pavilhão comercial do Parque Nacional da Maçã; aberto diariamente para visitação e comercialização dos produtos a partir das 09:00 horas
- Igreja matriz: localizada na Praça João Ribeiro, totalmente construída em pedra basalto, tirada dos morros próximos e trazidas em carros-de-boi; sua construção teve início em 1918 e foi inaugurada em 1935; apresenta esculturas de profetas bíblicos e de Adão e Eva na parte externa da igreja
- Monumento Manoel Joaquim Pinto: obra de autoria do escultor Élson Kiotaka Outuki, que destaca o ciclo histórico, econômico e cultural da fundação de São Joaquim pelo bandeirante paulista Manuel Joaquim Pinto, de 1887 até os tempos atuais; localizado na Praça João Ribeiro, anexo à prefeitura municipal
- Museu de Artes de São Joaquim: acervo com obras de artistas como Martinho de Haro, Rodrigo de Haro, Tereza Martorano, Yolanda Bathke e Suzana Scóss Bianchini entre outros
- Florada das Cerejeiras: ocorre ao final do inverno e inicio da primavera, conferindo uma beleza ímpar a cidade; existem várias cerejeiras pelo município, porém o maior conjunto delas encontra-se na EPAGRI.
- Museu Histórico Municipal: espaço de Assis Chateaubriand, com retrospectiva de São Joaquim e acervo histórico.
- Museu ao ar livre: ciclo madeireiro, colonizadores e tropeirismo com exposições temáticas de resgate da memória do município; na rua Major Jacinto Goulart, 168
- Parque Nacional da Maçã: com 214 mil metros quadrados, localiza-se a dois quilômetros do centro; possui áreas para camping, cancha de laço, pavilhões de exposições e palco para shows; no local são realizados feiras e leilões agropecuários e a famosa Festa Nacional da Maçã
- Pesque e Pague Capão da Lagoa: artesanal no sistema pesque-pague; sua infraestrutura dispõe de restaurante e área de lazer com churrasqueiras; localizado na estrada do Luizinho, a sete quilômetros da cidade.
- Snow Valley: criado por um casal de estadunidenses, o local é administrado hoje pelos seus filhos; com trilhas ladeadas de xaxins gigantes, as caminhadas conduzem a uma típica floresta serrana, rica em fauna e flora; possui cascatas de até seis andares de altura, pontes rústicas, além de um saudável ar puro; localizado às margens da SC-438, distante dez quilômetros da cidade, em direção à Serra do Rio do Rastro.
- Epagri: possui um belo lago e várias cerejeiras ao seu redor; pés de maçãs também são encontrados no local, formando um belo local para se visitar e admirar.